# Museumseisenbahn Hamm

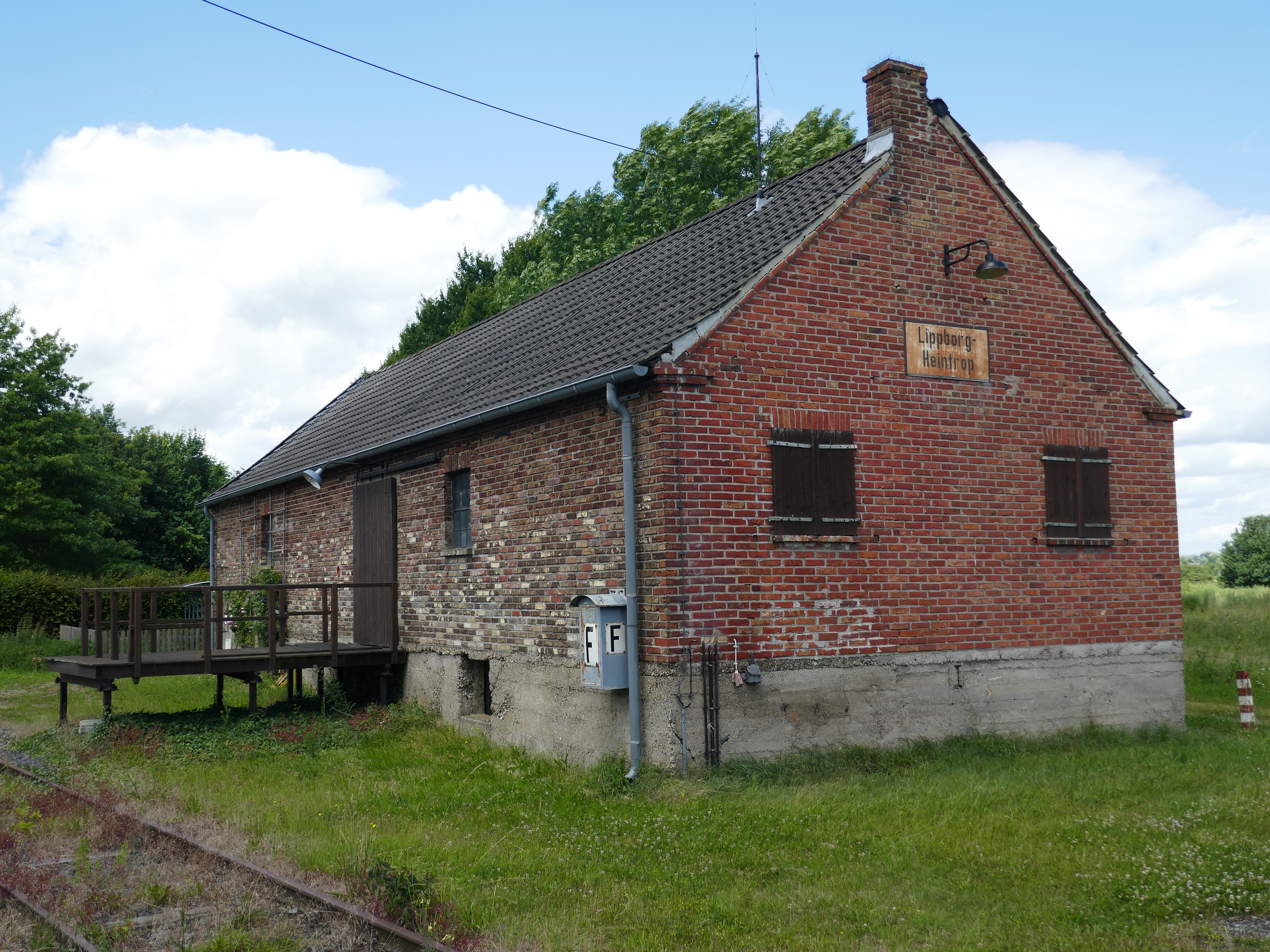
Bahnhof Lippborg-Heintrop

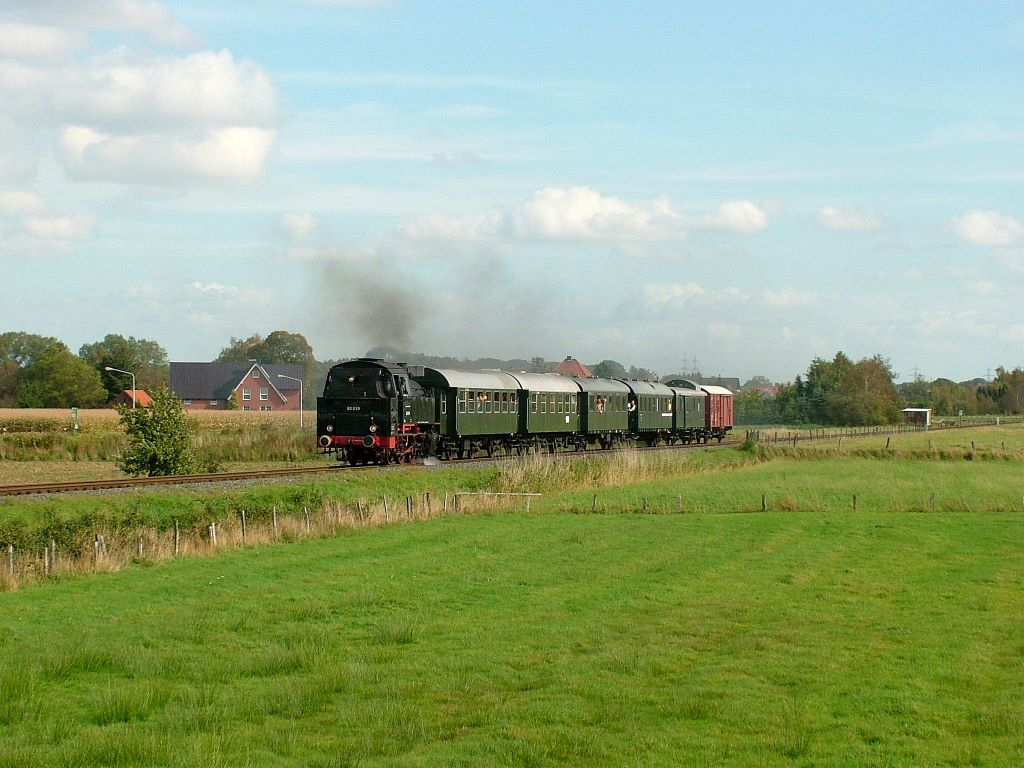
Dampfzug der MEH bei Uentrop

| |                      |                                                    |                                                    |
| Kursbuchstrecke (DB): | 12430                |                                                    |                                                    |
| Streckenlänge: | 18,7 km              |                                                    |                                                    |
| Spurweite: | 1435 mm (Normalspur) |                                                    |                                                    |
| Streckengeschwindigkeit: | 50 km/h              |                                                    |                                                    |
| |                      |                                                    |                                                    |
| \| \| 0,0 \| Hamm (Westf) RLG (Regionalverkehr Ruhr-Lippe GmbH) \| Hamm (Westf) RLG (Regionalverkehr Ruhr-Lippe GmbH) \| \| \| \| von Hamm \| \| \| \| 1,8 \| Hamm (Westf) Süd RLG \| Hamm (Westf) Süd RLG \| \| \| 2,1 \| B 63 (Werler Straße) \| B 63 (Werler Straße) \| \| \| 3,5 \| L 670 (Birkenallee) \| L 670 (Birkenallee) \| \| \| 4,2 \| Ahse \| Ahse \| \| \| 5,3 \| Mark \| Mark \| \| \| 7,3 \| Hamm Maximilianpark \| Hamm Maximilianpark \| \| \| 8,7 \| Abzw Geithe (Industrieanschluss Du Pont) \| Abzw Geithe (Industrieanschluss Du Pont) \| \| \| 9,1 \| Datteln-Hamm-Kanal \| Datteln-Hamm-Kanal \| \| \| 10,5 \| Abzw Haaren (von Zeche Westfalen, Ahlen) \| Abzw Haaren (von Zeche Westfalen, Ahlen) \| \| \| 11,7 \| Uentrop \| Uentrop \| \| \| 12,7 \| A 2 \| A 2 \| \| \| 13,6 \| Schmehausen (Kraftwerk Westfalen) \| Schmehausen (Kraftwerk Westfalen) \| \| \| 15,0 \| Grenze RLG – MEH \| Grenze RLG – MEH \| \| \| 15,4 \| Welver-Ramesohl \| Welver-Ramesohl \| \| \| 17,7 \| Lippetal-Büninghausen \| Lippetal-Büninghausen \| \| \| 18,7 \| Lippborg-Heintrop \| Lippborg-Heintrop \| |                      |                                                    |                                                    |
| Kopfbahnhof Streckenanfang | 0,0                  | Hamm (Westf) RLG (Regionalverkehr Ruhr-Lippe GmbH) | Hamm (Westf) RLG (Regionalverkehr Ruhr-Lippe GmbH) |
| Abzweig geradeaus und von rechts |                      | von Hamm                                           | von Hamm                                           |
| ehemaliger Haltepunkt / Haltestelle | 1,8                  | Hamm (Westf) Süd RLG                               | Hamm (Westf) Süd RLG                               |
| Strecke mit Straßenbrücke | 2,1                  | B 63 (Werler Straße)                               | B 63 (Werler Straße)                               |
| Strecke mit Straßenbrücke | 3,5                  | L 670 (Birkenallee)                                | L 670 (Birkenallee)                                |
| Brücke über Wasserlauf | 4,2                  | Ahse                                               | Ahse                                               |
| ehemaliger Bahnhof | 5,3                  | Mark                                               | Mark                                               |
| Bahnhof | 7,3                  | Hamm Maximilianpark                                | Hamm Maximilianpark                                |
| Abzweig geradeaus und nach rechts | 8,7                  | Abzw Geithe (Industrieanschluss Du Pont)           | Abzw Geithe (Industrieanschluss Du Pont)           |
| Brücke über Wasserlauf | 9,1                  | Datteln-Hamm-Kanal                                 | Datteln-Hamm-Kanal                                 |
| Abzweig geradeaus und ehemals von links | 10,5                 | Abzw Haaren (von Zeche Westfalen, Ahlen)           | Abzw Haaren (von Zeche Westfalen, Ahlen)           |
| Bahnhof | 11,7                 | Uentrop                                            | Uentrop                                            |
| Strecke mit Straßenbrücke | 12,7                 | A 2                                                | A 2                                                |
| Dienststation / Betriebs- oder Güterbahnhof | 13,6                 | Schmehausen (Kraftwerk Westfalen)                  | Schmehausen (Kraftwerk Westfalen)                  |
| ehemaliger Wechsel des Eisenbahninfrastrukturunternehmens | 15,0                 | Grenze RLG – MEH                                   | Grenze RLG – MEH                                   |
| Bahnhof | 15,4                 | Welver-Ramesohl                                    | Welver-Ramesohl                                    |
| Haltepunkt / Haltestelle | 17,7                 | Lippetal-Büninghausen                              | Lippetal-Büninghausen                              |
| Kopfbahnhof Streckenende | 18,7                 | Lippborg-Heintrop                                  | Lippborg-Heintrop                                  |

Der gemeinnützige Verein Museumseisenbahn Hamm e. V. (MEH) arbeitet an der Erhaltung historischer Eisenbahnfahrzeuge und der Strecke Hamm–Lippborg.

## Geschichte
Im Mai 1977 gründeten sich als Abteilung des Verkehrsvereins die Hammer Eisenbahnfreunde (HEF) mit dem Zweck historische Eisenbahnfahrzeuge, die in der Stadt Hamm, einschließlich des besonderen Eisenbahn-Knotenpunktes der DB, wichtige Rollen innehatten, der Nachwelt zu erhalten.
Im Jahre 1983 erfolgte nach erheblicher Ausweitung der Fahrzeugsammlung eine weitere Gründung als gemeinnützige Institution – die Gesellschaft der Förderer der Museumseisenbahn Hamm e. V. –, jetzt Eigentümer aller Fahrzeuge, seit 1990 Eisenbahnverkehrs- und -infrastruktur-Unternehmen. Im gleichen Jahr erfolgte die Übernahme des stilllegungsbedrohten Streckenabschnittes (Hamm)-Schmehausen–Lippborg-Heintrop der Ruhr-Lippe-Eisenbahn (etwa vier Kilometer Länge) mit einer anschließenden Total-Sanierung, die 2006 nahezu abgeschlossen werden konnte.
Die MEH unterhält für Werkstatt und Fahrzeugabstellung zwei Gleisanschlüsse im Bahnhof Hamm RLG, welcher inzwischen – vermutlich um ihn besser vom Bahnhof Hamm (Westf) der DB unterscheiden zu können – Hamm Süd genannt wird. Ursprünglich gehörte diese Bezeichnung jedoch zu einem Haltepunkt bei Streckenkilometer 1,8. Überreste der Bahnsteigkante des Haltepunktes Hamm Süd sind dort noch zu erkennen.
Neben einem planmäßigen Einsatz auf der RLG-Strecke Hamm–Lippborg-Heintrop finden Sonderfahrten innerhalb eines 250-km-Radius im Netz der Deutschen Bahn statt. Zwischen der Museumseisenbahn Hamm und dem Westfälischen Eisenbahnmuseum Münster bestand eine enge Zusammenarbeit. Nach der Auflösung des Münsteraner Museums Anfang 2011 wurden die Museumsexponate aus Münster von der Museumseisenbahn Hamm übernommen.

## Fahrzeugbestand
Der Fahrzeugbestand (56 Exemplare im Jahr 2011) besteht unter anderem aus zwei Zugstämmen: ein Personenzug der 1930er Jahre mit Wagen offener Plattformen der 3. und 4. Klasse und eine Zugkomposition aus Umbauwagen der Bauart 3yg mit allen unterschiedlichen Wagentypen der 1950er Jahre. Hiervon sind sechs Wagen einsatzfähig. Daneben sind einige historische Güterwagen verschiedener Bauarten vorhanden. Der Lokomotivbestand umfasst folgende Maschinen:
Dampflokomotiven
- 80 039 – kam nach der Ausmusterung bei der DB zur Zeche Werne und später zur Zeche Heinrich Robert. Wird gelegentlich als RAG D-727 benummert; abgestellt.[1]
- Industrielokomotive Radbod 3 – Typ „Crefeld“, ähnlich T 3, eine ehemalige Zechenlok des RAG-Konzerns; abgestellt. Momentan als RAG D-712 beschildert.[1]
- Dampflokomotive „Hermann Heye“ – Verkauft an DP.[1]

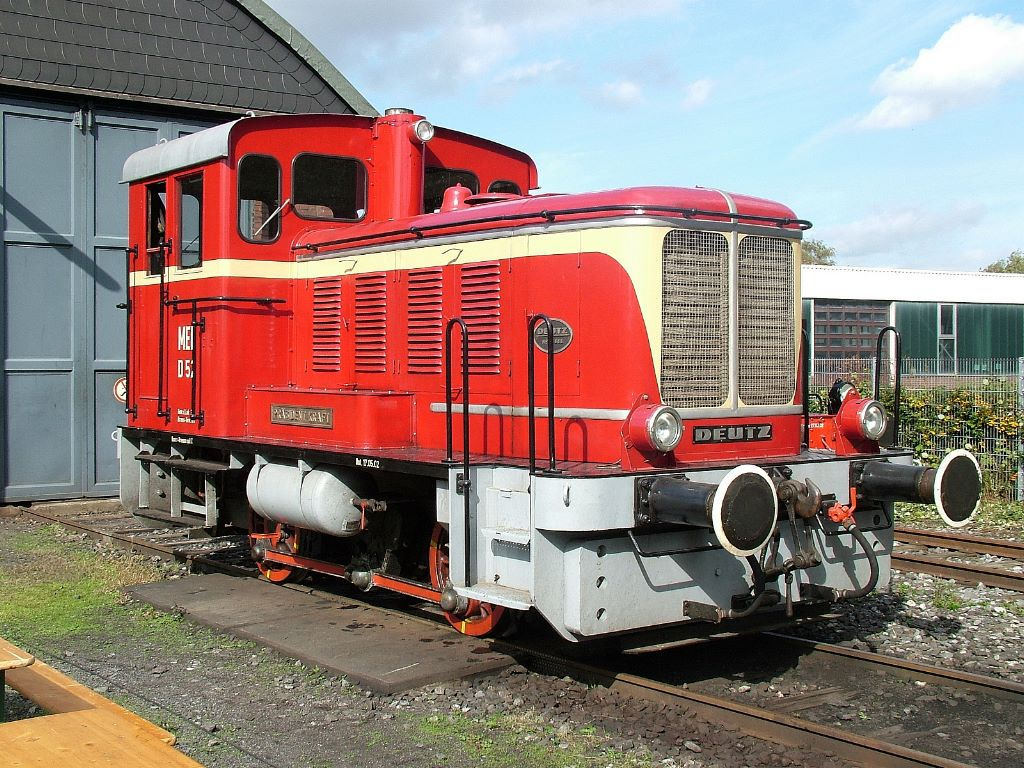
Diesellok D52 der MEH, früher RLE/RLG

Diesellokomotiven
- V 200 033 – HU-Abgelaufen und äußerlich im Ursprungszustand aufgearbeitet. Zugelassen für DB-Strecken.[2]
- V 100 2079 – 212 079; betriebsfähig seit 27. September 2019. Äußerlich im Ursprungszustand aufgearbeitet. Zugelassen für DB-Strecken.[2]
- V 60 615 – ehemalige 360 615 des Bw Hagen. Äußerlich im Ursprungszustand aufgearbeitet und zugelassen für DB-Strecken.[2]
- D52 – Deutz T4M 625 R (B-dh), ex RLE; abgestellt.[2]
- D53 – Deutz T4M 525 R (B-dh), ex WLE, ex RLE, obwohl oft angenommen nicht baugleich, jedoch ähnlich D52; Dauerleihgabe an das Eisenbahnmuseum Stadtlohn.
- Köf II 4202 – ehemalige 322 656 der DB, betriebsfähig.
- Köf II 6606 – zuletzt als Werklok bei Hella im Einsatz. Wieder als 323 174 lackiert. In Aufarbeitung.
- VL 0604 – Köf II der Privatbahn-Bauart, ging 1948 fabrikneu an die Westfälische Landes-Eisenbahn[2]
- DEL 110 – ehemalige Werklokomotive vom Typ Henschel DEL 110, Achsfolge B; in Aufarbeitung.
- Klv 53 0660 – betriebsfähiger Schwerkleinwagen, zur Streckenunterhaltung eingesetzt, in Aufarbeitung.

### Elektrolokomotiven
- 194 158 – Dauerleihgabe von Rail4U. Betriebsfähig.[3]